# Claire Foy
Claire Elizabeth Foy là nữ diễn viên người Anh Quốc. Cô được biết đến nhiều với vai diễn Nữ vương Elizabeth Đệ Nhị thời trẻ trong phần 1&2 của series phim The Crown được sản xuất bởi Netflix.